# Феодосій (Гулевич)
Феодосій Гулевич (у світі Федір Гулевич, підписувався також Зброхович-Гулевич-Воютинський; пом. не раніше 1565) — руський волинський шляхтич, урядник та релігійний діяч у Волинських землях Великого князівства Литовського. Дід Галшки Гулевичівни.

## Життєпис
Батько — Зброх (Олександр) Гулевич, четвертий син Василя Гулевича; мав також синів Михна, Гаврила, Сенька. 
Федір під час попису Волинської землі виставив 2 коней. В 1534 році згаданий у джерелах як господарський придворний, у 1539 році був комісаром щодо розмежування маєтностей. У 1541 році став Луцьким та Острозьким православним єпископом. У 1560-х роках був Холмським і Белзьким єпископом, з 1565-го — Володимирським і Берестейським. 

### Сім'я
Діти:
- Михайло,
- Іван (Януш), дідич Долгого, його сини підписувались як Дольські, дружина — Анна Борзобагата-Красенська,
- Василь — третій син, дідич Затурців, перша дружина — Олена Волчківна Засковська, друга — Олександра Угриновська,
- Григорій — хорунжий волинський 1567, дружина — Магдалина Дахнович, дочка кременецького старости,
- Роман. 
Сини не вживали родового прізвища Воютинський, а використовували залежно від маєтностей, які посідали (Затурецький, Піддубицький, Серницький, Дольський).